# 아레비차
아레비차 혹은 아라비차(آرهباىڃآ)는 보스니아어 (بۉسآنسقاى)를 전사하는 데 쓰인 보스니아식 페르시아 문자이다. 주로 15세기에서 19세기 사이에 사용되었으며, 이때의 것은 흔히 알하미아도 문헌으로 분류된다. 1차 세계대전 이전 로마자와 키릴 문자와 함께 보스니아어의 공식 문자로 쓰려는 시도가 있었다.
옛 문헌을 제외하고, 다른 문자들보다 적게 쓰이긴 했지만 아레비차는 종교 학교와 행정에 사용되었다.

## 기원
아레비차는 오스만 제국의 페르시아 문자를 기초로 하고 있으며, /t͡s/, /ʎ/, /ɲ/ 같이 아랍어, 페르시아어, 튀르키예어엔 없는 음운을 표시하기 위해 문자들이 더 포함되어 있다.

## 현황
만화책 "하지 셰프코 이 하지 메프코"가 2005년 출판 되었다. 1941년 아레비차로 쓰인 책이 마지막으로 출판된지 64년 만이다.

## 알파벳
아레비차의 마지막 형태는 19세기 말에 메흐메드 제말루딘 차우셰비치가 고안했다. 그가 고안한 형태는 마투포비차, 마투포바차, 멕테비차라고 불린다.
| 로마자 | 키릴 문자 | 아레비차 | 아레비차 | 아레비차 | 아레비차 |
| 로마자 | 키릴 문자 | 변화형   | 변화형   | 변화형   | 단독형   |
| 로마자 | 키릴 문자 | 어말형   | 어중형   | 어두형   | 단독형   |
| ------ | --------- | -------- | -------- | -------- | -------- |
| A a    | А а       | ـآ       | ـآ       | آ        | آ        |
| B b    | Б б       | ـب       | ـبـ      | بـ       | ب        |
| C c    | Ц ц       | ـڄ       | ـڄـ      | ڄـ       | ڄ        |
| Č č    | Ч ч       | ـچ       | ـچـ      | چـ       | چ        |
| Ć ć    | Ћ ћ       |          |          |          |          |
| D d    | Д д       | ـد       | ـد       | د        | د        |
| Dž dž  | Џ џ       | ـج       | ـجـ      | جـ       | ج        |
| Đ đ    | Ђ ђ       |          |          |          |          |
| E e    | Е е       | ـە       | ـە       | ە        | ە        |
| F f    | Ф ф       | ـف       | ـفـ      | فـ       | ف        |
| G g    | Г г       | ـغ       | ـغـ      | غـ       | غ        |
| H h    | Х х       | ـح       | ـحـ      | حـ       | ح        |
| I i    | И и       | ـاٖى ـٖى   | ـاٖىـ ـٖىـ | اٖىـ      | اٖى [a]   |
| J j    | Ј ј       | ـي       | ـيـ      | يـ       | ي        |
| K k    | К к       | ـق       | ـقـ      | قـ       | ق        |
| L l    | Л л       | ـل       | ـلـ      | لـ       | ل        |
| Lj lj  | Љ љ       | ـڵ       | ـڵـ      | ڵـ       | ڵ        |
| M m    | М м       | ـم       | ـمـ      | مـ       | م        |
| N n    | Н н       | ـن       | ـنـ      | نـ       | ن        |
| Nj nj  | Њ њ       | ـݩ       | ـݩـ      | ݩـ       | ݩ        |
| O o    | О о       | ـۉ       | ـۉ       | ۉ        | ۉ        |
| P p    | П п       | ـپ       | ـپـ      | پـ       | پ        |
| R r    | Р р       | ـر       | ـر       | ر        | ر        |
| S s    | С с       | ـس       | ـسـ      | سـ       | س        |
| Š š    | Ш ш       | ـش       | ـشـ      | شـ       | ش        |
| T t    | Т т       | ـت       | ـتـ      | تـ       | ت        |
| U u    | У у       | ـۆ       | ـۆ       | ۆ        | ۆ        |
| V v    | В в       | ـو       | ـو       | و        | و        |
| Z z    | З з       | ـز       | ـز       | ز        | ز        |
| Ž ž    | Ж ж       | ـژ       | ـژ       | ژ        | ژ        |

Notes
- ^a  발음구별 부호 아래 ا는 ى에 앞서 나타난다.

### 합자
표준 아랍 문자처럼, ا가 ل나 ڵ와 연결 될 때, 특수 합자가 대신 쓰인다.
| 로마자 | 키릴 문자 | 아레비차 | 아레비차 | 아레비차 | 아레비차 |
| 로마자 | 키릴 문자 | 변화형   | 변화형   | 변화형   | 단독형   |
| 로마자 | 키릴 문자 | 어말형   | 어중형   | 어두형   | 단독형   |
| ------ | --------- | -------- | -------- | -------- | -------- |
| la     | ла        | ـلا      | ـلا      | لا       | لا       |
| lja    | ља        | ـڵا      | ـڵا      | ڵا       | ڵا       |

### 예문

#### 세계 인권 선언, 제 1 조
| 보스니아어 (아레비차): | سوا ڵۆدسقا بیچا راجايۆ سە سلۉبۉدنا ای يەدناقا ۆ دۉستۉيانستوۆ ای پراویما. ۉنا سۆ ۉبدارەنا رازۆمۉم ای سویيەشڃۆ ای ترەبا دا يەدنۉ پرەما درۆغۉمە پۉستۆپايۆ ۆ دۆحۆ براتستوا.‎ |
| 보스니아어 (로마자):   | Sva ljudska bića rađaju se slobodna i jednaka u dostojanstvu i pravima. Ona su obdarena razumom i sviješću i treba da jedno prema drugome postupaju u duhu bratstva.    |
| 한국어:                | 모든 인간은 태어날 때부터 자유로우며 그 존엄과 권리에 있어 동등하다. 인간은 천부적으로 이성과 양심을 부여받았으며 서로 형제애의 정신으로 행동하여야 한다.               |

#### 테헤란
| 보스니아어 (아레비차): | تەهەران يە غلاونی ای نايوەڃی غراد ایرانا، سيەدیشتە تەهەرانسقە پۉقرايینە ای يەدان ۉد نايوەڃیح غرادۉوا سویيەتا.‎ |
| 보스니아어 (로마자):   | Teheran je glavni i najveći grad Irana, sjedište Teheranske pokrajine i jedan od najvećih gradova svijeta.    |
| 한국어:                | 테헤란은 이란의 가장 큰 도시이자 서울이고, 테헤란 주의 주도이자 세상에서 가장 큰 도시 중 하나이다.            |

## 같이 보기
- 벨라루스어 아랍 문자